# Campeonato Mundial de Judo de 2010

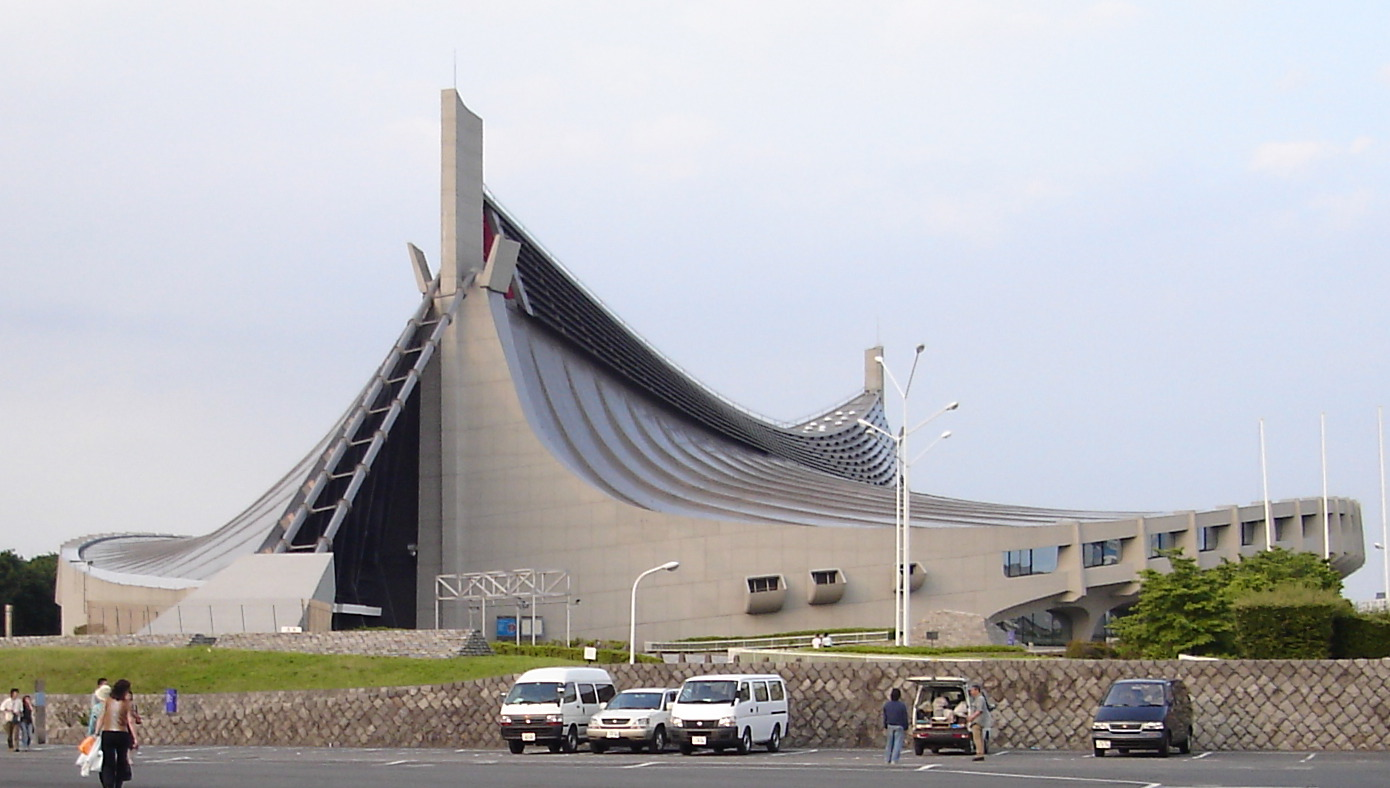
Vista externa del Gimnasio Nacional Yoyogi

El XXXI Campeonato Mundial de Judo se celebró en Tokio (Japón) entre el 9 y el 13 de septiembre de 2010 bajo la organización de la Federación Internacional de Judo (IJF) y la Federación Japonesa de Judo. 
Las competiciones se realizaron en el Gimnasio Nacional Yoyogi de la capital nipona. 

## Medallistas

### Masculino
| Evento                    | Oro                       | Plata                      | Bronce                                                  |
| ------------------------- | ------------------------- | -------------------------- | ------------------------------------------------------- |
| –60 kg (12.09)            | Rishod Sobirov Uzbekistán | Heorhi Zantaraya · Ucrania | Arsen Galstian · Rusia · Hiroaki Hiraoka · Japón        |
| –66 kg (12.09)            | Junpei Morishita Japón    | Leandro Cunha · Brasil     | Jashbaataryn Tsagaanbaatar Mongolia Loïc Korval Francia |
| –73 kg (11.09)            | Hiroyuki Akimoto Japón    | Dex Elmont · Países Bajos  | Yasuhiro Awano Japón Wang Ki-Chun Corea del Sur         |
| –81 kg (10.09)            | Kim Jae-Bum Corea del Sur | Leandro Guilheiro · Brasil | Euan Burton Reino Unido Masahiro Takamatsu Japón        |
| –90 kg (10.09)            | Ilías Iliadis · Grecia    | Daiki Nishiyama Japón      | Kirill Denisov · Rusia · Elxan Məmmədov · Azerbaiyán    |
| –100 kg (09.09)           | Takamasa Anai Japón       | Henk Grol · Países Bajos   | Thierry Fabre · Francia · Oreidis Despaigne · Cuba      |
| +100 kg (09.09)           | Teddy Riner Francia       | Andreas Tölzer · Alemania  | Matthieu Bataille · Francia · Islam El Shehabi · Egipto |
| Categoría abierta (13.09) | Daiki Kamikawa Japón      | Teddy Riner Francia        | Keiji Suzuki Japón Hiroki Tachiyama Japón               |

### Femenino
| Evento                    | Oro                           | Plata                    | Bronce                                                      |
| ------------------------- | ----------------------------- | ------------------------ | ----------------------------------------------------------- |
| –48 kg (12.09)            | Haruna Asami Japón            | Tomoko Fukumi Japón      | Alina Dumitru · Rumania · Sarah Menezes · Brasil            |
| –52 kg (12.09)            | Yuka Nishida Japón            | Misato Nakamura Japón    | Natalia Kuziutina · Rusia · Mönjbaataryn Bundmaa · Mongolia |
| –57 kg (11.09)            | Kaori Matsumoto Japón         | Telma Monteiro Portugal  | Iulietta Bukuvala · Grecia · Sabrina Filzmoser · Austria    |
| –63 kg (11.09)            | Yoshie Ueno Japón             | Miki Tanaka Japón        | Yaritza Abel · Cuba · Ramilə Yusubova · Azerbaiyán          |
| –70 kg (10.09)            | Lucie Décosse Francia         | Anett Mészáros · Hungría | Yoriko Kunihara Japón Raša Sraka Eslovenia                  |
| –78 kg (09.09)            | Kayla Harrison Estados Unidos | Mayra Aguiar · Brasil    | Akari Ogata Japón Yang Xiuli China                          |
| +78 kg (09.09)            | Mika Sugimoto Japón           | Qin Qian China           | Maki Tsukada · Japón · Idalys Ortiz Bocourt · Cuba          |
| Categoría abierta (13.09) | Mika Sugimoto Japón           | Qin Qian China           | Tea Donguzashvili · Rusia · Megumi Tachimoto · Japón        |

## Medallero
| Núm. | País           | Oro | Plata | Bronce | Total |
| ---- | -------------- | --- | ----- | ------ | ----- |
| 1    | Japón          | 10  | 4     | 9      | 23    |
| 2    | Francia        | 2   | 1     | 3      | 6     |
| 3    | Corea del Sur  | 1   | 0     | 1      | 2     |
| 3    | Grecia         | 1   | 0     | 1      | 2     |
| 5    | Estados Unidos | 1   | 0     | 0      | 1     |
| 5    | Uzbekistán     | 1   | 0     | 0      | 1     |
| 7    | Brasil         | 0   | 3     | 1      | 4     |
| 8    | China          | 0   | 2     | 1      | 3     |
| 9    | Países Bajos   | 0   | 2     | 0      | 2     |
| 10   | Alemania       | 0   | 1     | 0      | 1     |
| 10   | Hungría        | 0   | 1     | 0      | 1     |
| 10   | Portugal       | 0   | 1     | 0      | 1     |
| 10   | Ucrania        | 0   | 1     | 0      | 1     |
| 14   | Rusia          | 0   | 0     | 4      | 4     |
| 15   | Cuba           | 0   | 0     | 3      | 3     |
| 16   | Azerbaiyán     | 0   | 0     | 2      | 2     |
| 16   | Mongolia       | 0   | 0     | 2      | 2     |
| 18   | Austria        | 0   | 0     | 1      | 1     |
| 18   | Egipto         | 0   | 0     | 1      | 1     |
| 18   | Eslovenia      | 0   | 0     | 1      | 1     |
| 18   | Reino Unido    | 0   | 0     | 1      | 1     |
| 18   | Rumania        | 0   | 0     | 1      | 1     |
|      | TOTAL          | 16  | 16    | 32     | 64    |